# Mitsubishi B2M
Mitsubishi B2M – japoński, pokładowy samolot torpedowo-bombowy przeznaczony dla lotnictwa Japońskiej Cesarskiej Marynarki Wojennej. Zaprojektowany w brytyjskiej wytwórni Blackburn Aircraft a produkowany przez wytwórnię Mitsubishi. Maszyna miała zastąpić na pokładach lotniskowców samoloty Mitsubishi B1M.

## Historia

### Geneza
Pomimo dominacji na przełomie lat 20. i 30. ubiegłego wieku w japońskim, pokładowym lotnictwie torpedowym samolotów Mitsubishi B1M, marynarka zdawała sobie sprawę, że ta udana i solidna konstrukcja swoimi osiągami nie spełnia już oczekiwań jakie stawiano tego typu samolotom. Z tego też powodu marynarka ogłosiła konkurs na nowy samolot torpedowy. Wymagano w nim aby nowa konstrukcja była zdolna do lotu z prędkością co najmniej 200 km/h, miała rozpiętość poniżej 15 metrów, długość poniżej 10 metrów a wysokość maksymalną poniżej 3,8 metra. Zakładane wymiary podyktowane były wielkością wind do przewozu samolotów na lotniskowcach. Zakładano wykorzystanie silników BMW, Hispano-Suiza lub Lorraine, wszystkie o mocy w zakresie od 450 do 650 KM. Samolot musiał wznieść się na wysokość 3000 metrów w czasie krótszym niż 15 minut. Do konkursu stanęły wytwórnie Mitsubishi, Nakajima, Aichi i Kawanishi. Mająca już doświadczenie w budowaniu tego typu samolotów wytwórnia Mitsubishi podeszła do nowego projektu w niekonwencjonalny sposób, ogłosiła własny konkurs na samolot torpedowy, a ofertę skierowała do trzech brytyjskich biur konstrukcyjnych: tradycyjnie już do mającego spore doświadczenie w projektowaniu samolotów dla japońskiej marynarki inżyniera Herberta Smitha z Sopwith Aviation Company, do Blackburn Aircraft i Handley Page. Smith przedstawił Mitsubishi projekt dwupłatowego samolotu oznaczonego jako 3MT3, napędzanego nie wskazywanym przez marynarkę silnikiem Armstrong-Siddley Leopard o mocy 650 KM. Handley Page zaoferował samolote oznaczony 3MT5, zaś Blackburn Aircraft maszynę 3MT4, będącą zmodyfikowaną wersją samolotu Blackburn Ripon. Dwie ostatnie wytwórnie planowały wykorzystanie silnika Hispano-Suiza.

### Projekt
Z trzech projektów do dalszej realizacji Mitsubishi wybrało maszynę 3MT4 wytwórni Blackburn Aircraft. Mitsubishi zleciło brytyjskiej wytwórni wybudowanie prototypu samolotu. Gotowa maszyna wzniosła się po raz pierwszy w powietrze 29 grudnia 1929 roku. Po oblocie, samolot rozmontowano i na pokładzie statku przetransportowano do Japonii do której przybył w lutym 1930 roku. Wraz z nim do kraju przypłynął inżynier Blackburna George E. Petty. Brał on udział w ponownym zmontowaniu maszyny i wybudowaniu w Japonii drugiego prototypu oznaczonego jako 3MR4. Do jego napędu użyto zmodernizowanej wersji silnika Hispano-Suiza Typ Hi, Hispano-Suiza 12Lbr, w którym powiększono moc do 650 KM. 3MR4 ukończono 31 października 1930 roku. Nie dane jej było sprawdzić się w lotach testowych, jako że maszyna uległa rozbiciu wskutek błędu pilota. 2 lutego 1931 roku ukończono budowę trzeciego prototypu i po badaniach w locie przekazano go do akceptacji marynarce. Problemy ze statecznością poziomą samolotu, znacznie utrudniającej wykonanie manewru lądowania na pokładzie lotniskowca, nie zyskały mu przychylnej opinii pilotów marynarki. Wprowadzone w czwartym prototypie skrzela Handley Page i zmodernizowane usterzenie ogonowe pozwoliły wyeliminować problemy ze statecznością. W marcu 1932 roku samolot został ostatecznie zaakceptowany i wprowadzony do produkcji seryjnej pod oznaczeniem B2M1. Maszyna nadal nie cieszyła się zaufaniem pilotów samolotów pokładowych, którzy woleli latać na sprawdzonych Mitsubishi B1M. Głównym problemem trapiącym nową konstrukcję był zmodernizowany silnik Hispano-Suiza, który miał tendencję do częstych awarii, co w przypadku maszyn pokładowych latających nad otwartymi wodami stanowiło istotną przeszkodę w eksploatacji samolotu. Próbując zaradzić problemom, Mitsubishi opracowało wersję oznaczoną jako B2M2, w której kolejny raz zmodyfikowano usterzenie ogonowe i zmieniono końcówki skrzydeł. Samolot nadal nie spełniał oczekiwań użytkowników, tym bardziej, że  jego osiągi nie były wyraźnie większe niż modelu Mitsubishi B1M, którego miejsce miał zająć.

## Służba
Samoloty weszły do służby w marynarce w marcu 1932 roku. Znalazły się na pokładach lotniskowców „Akagi”, „Kaga” i „Hōshō”. Maszyny byłe intensywnie eksploatowane na początku konfliktu z Chinami w 1937 roku.

## Konstrukcja
Mitsubishi B2M był trzymiejscowym, zastrzałowym dwupłatem o konstrukcji mieszanej, drewniano-metalowej. Zastrzałowe podwozie główne z płozą ogonową. Trzymiejscowa, otwarta kabina z miejscami jedno za drugim. Rzędowy silnik Hispano-Suiza 12Lbr V-12 napędzał dwułopatowe śmigło.

## Uzbrojenie
Samolot wyposażony był w dwa karabiny maszynowe kalibru 7,7 mm. Pierwszy z nich, nieruchomy strzelał na wprost, drugi, ruchomy obsługiwał tylny strzelec. Maszyna mogła przenosić jedną torpedę kalibru 457 mm o masie 800 kg lub bomby o takiej samej masie łącznie.